# Synagogen in Schwäbisch Hall
Als Synagoge dienten in Schwäbisch Hall verschiedene Gebäude, da in der Stadt nicht durchgehend eine jüdische Gemeinde angesiedelt war.

## Jüdische Gemeinden in Schwäbisch Hall
Eine erste Erwähnung einer jüdischen Gemeinde in Schwäbisch Hall fand in einer Reichssteuerliste aus den Jahren 1241/42 statt. Damals mussten die Haller Juden 8 Mark Silber an den König bezahlen. Diese mittelalterliche jüdische Gemeinde ging durch die Judenverfolgungen zur Zeit des Schwarzen Todes in der Pestzeit im Jahr 1349 unter. Im späten 14. und im 15. Jahrhundert lebten wieder einzelne Juden in der Stadt; später war ihr Aufenthalt nur stunden- oder tageweise gestattet. 
Im 19. Jahrhundert konnten sich wieder Juden in Schwäbisch Hall ansiedeln; ihre Gemeinde existierte bis 1939. Sie besaß einen Betsaal, eine jüdische Schule und ein rituelles Bad. Religiöse Aufgaben in der Gemeinde besorgte ein Lehrer, der zugleich Vorbeter und Schochet war. Die Gemeinde gehörte bis 1914 zum Bezirksrabbinat in Braunsbach, danach wurde dieses nach Schwäbisch Hall verlegt. Für die Toten der Schwäbisch Haller Gemeinde wurde der jüdische Friedhof in Steinbach genutzt.
Um 1880 erreichte die Zahl der jüdischen Einwohner der Stadt mit 263 Personen ihren höchsten Stand; damals hatte Schwäbisch Hall insgesamt 9.222 Einwohner. 1933 waren 115 von damals 11.239 Einwohnern Juden. In den Folgejahren verließen viele von ihnen unter den Repressalien der Nationalsozialisten die Stadt, andere wurden in den Jahren 1941 und 1942 deportiert.
Nach dem Zweiten Weltkrieg wurden in Schwäbisch Hall drei Lager für Displaced Persons angelegt. Dort wurden insgesamt etwa 1300 jüdische Personen untergebracht, die jedoch nicht in Schwäbisch Hall blieben, sondern großenteils nach Israel auswanderten. Die Lager bestanden bis Anfang 1949. 
Nach 1990 zogen wieder jüdische Personen zu. Sie stammten hauptsächlich aus den GUS-Ländern. Ihre Schwäbisch Haller Gemeinde ist eine Filialgemeinde der Israelitischen Religionsgemeinschaft in Württemberg (IRGW).

## Bauten des Mittelalters
Im Mittelalter lebten die Schwäbisch Haller Juden am und auf dem südlichsten Abschnitt des zugeschütteten „Blockgassenkochers“. Das Gebiet wurde nach Süden durch die um 1200 errichtete Stadtmauer zum Kocher hin begrenzt. Östlich reichte es bis zur Straße zum Unterwöhrdstor, westlich bis zum Haalplatz und nördlich bis zur Haalstraße. In diesem Bereich befand sich auch die 1356 erwähnte „Judenschule“, die als Synagoge genutzt wurde. Später wurde an dieser Stelle das Schlachthaus errichtet, in dessen Kellergeschoss Mauerreste der mittelalterlichen Zeit erhalten geblieben sind.
Einer Urkunde aus dem Jahre 1356 nach stand der Synagogenbau in rückversetzter Lage zur Haalstraße an der Stadtmauer. Der Hof war, so belegt eine Urkunde aus dem Jahre 1457, zum Sulfertor gerichtet. In einer weiteren Urkunde, die aus dem Jahr 1445 stammt, wurde erwähnt, dass dem „Judenhaus“ das Licht nicht verbaut werden durfte. Laut einer Urkunde aus dem Jahre 1457 wurde das Anwesen der Judenschule damals verkauft.

## Bauten der Neuzeit
Als sich im 19. Jahrhundert wieder eine jüdische Gemeinde in Schwäbisch Hall bildete, besuchten die Gläubigen zunächst die Gottesdienste in Steinbach. Um einen Betsaal einzurichten, kaufte die Gemeinde Ende 1892 Räumlichkeiten im Haus Obere Herrngasse 8. Dort wurde der Betsaal, der an der westlichen Giebelseite des Gebäudes hinter einem Laden im Erdgeschoss lag, am 22. September 1893 eingeweiht. Er wurde für die gewöhnlichen Gottesdienste genutzt; Festtage wurden nach wie vor in Steinbach gefeiert. Das Haus in der Oberen Herrngasse 8 enthielt auch einen Schulsaal sowie eine kleine Wohnung für den Vorbeter. Der Betsaal wurde beim Novemberpogrom 1938 demoliert. Örtliche Parteifunktionäre zerstörten die Inneneinrichtung und verbrannten Kultgegenstände und Inventar auf dem Marktplatz. Das Gebäude an sich ist erhalten geblieben und trägt seit 1985 eine Hinweistafel. Auf dem Marktplatz erinnert ein Davidstern mit erläuterndem Text an die Vorgänge von 1938.
Die heutige jüdische Gemeinde in Schwäbisch Hall nutzt Räumlichkeiten im Alten Schlachthaus für ihre Gottesdienste.